# San Joaquin (Kalifornia)
San Joaquin – miasto w Stanach Zjednoczonych, w stanie Kalifornia, w hrabstwie Fresno. Według spisu ludności przeprowadzonego przez United States Census Bureau w roku 2010, w San Joaquin mieszka 4001 mieszkańców.